# P. J. Parrish
Pour les articles homonymes, voir Parrish.
P. J. Parrish, nom de plume collectif de deux sœurs Kelly Nichols et Kristy Montee, nées à Détroit dans le Michigan aux États-Unis, est une femme de lettres américaine, auteure de roman policier.

## Biographie
Kelly Nichols née Montee fait des études à la Northern Michigan University et Kristy Montee à l'université de l'Est du Michigan.
En 2006, elles publient Unquiet Grave pour lequel elles sont lauréates du prix Shamus 2006 du meilleur livre de poche original. Récompense qu'elles remportent à nouveau en 2014 avec Heart of Ice publié en 2013. En 2008, elles gagnent le prix Anthony du meilleur livre de poche original avec A Thousand Bones publié en 2007.

## Œuvre

### Romans

#### SérieLouis Kincaid
- Dark of the Moon (1999)
- Dead of Winter (2001)
  - De glace et de sang, Calmann-Lévy, coll. « Robert Pépin présente » (2012)  (ISBN 978-2-7021-4409-1)
- Paint It Black (2002)
- Thicker Than Water (2003)
- Island of Bones (2004)
- A Killing Rain (2005)
- Unquiet Grave (2006)
  - La tombe était vide, Calmann-Lévy, coll. « Robert Pépin présente » (2013)  (ISBN 978-2-7021-4384-1)
- A Thousand Bones (2007)
- South of Hell (2008)
- The Little Death (2010)
  - Une si petite mort, Calmann-Lévy, coll. « Robert Pépin présente » (2011)  (ISBN 978-2-7021-4250-9), réédition Le Grand Livre du mois (2011)  (ISBN 978-2-286-08244-4)
- Heart of Ice (2013)
- Claw Back (2013)

#### Autres romans
- The Killing Song (2011)
  - La Note du loup, Calmann-Lévy, coll. « Robert Pépin présente » (2014)  (ISBN 978-2-7021-4396-4)
- She's Not There (2015)

## Prix et distinctions

### Prix
- International Thriller Writers Awards (en) 2007 du meilleur livre de poche original pour Unquiet Grave
- Prix Shamus 2007 du meilleur livre de poche original pour Unquiet Grave[1]
- Prix Anthony 2008 du meilleur livre de poche original pour A Thousand Bones[2]
- Prix Shamus 2014 du meilleur livre de poche original pour Heart of Ice[1]

### Nominations
- Prix Edgar-Allan-Poe 2002 du meilleur livre de poche original pour Dead of Winter[3]
- Prix Anthony 2006 du meilleur livre de poche original pour A Killing Rain[2]
- Prix Anthony 2009 du meilleur livre de poche original pour South of Hell[2]